# I Care 4 U
I Care 4 U — посмертный сборник песен американской певицы Алии, выпущенный в 2002 году.

## Об альбоме
I Care 4 U включает в себя как самые большие хиты певицы, так и 6 песен, не издававшихся при жизни певицы. Существует два варианта обложки альбома: на первом изображена Алия, на втором — рисунок из цветов. Первый вариант, в свою очередь, существует в разных расцветках: Алия на синем фоне (фан-издание), Алия на красном фоне, и Алия на чёрном фоне.

## Список композиций
1. Back & Forth
2. Are You That Somebody? (featuring Timbaland)
3. One in a Million
4. I Care 4 U
5. More than a Woman
6. Don't Know What to Tell Ya
7. Try Again (featuring Timbaland)
8. All I Need
9. Miss You
10. Don't Worry
11. Come Over (featuring Tank)
12. Erica Kane
13. At Your Best (You Are Love)
14. Got to Give It Up (remix)